# 櫓 (城池)

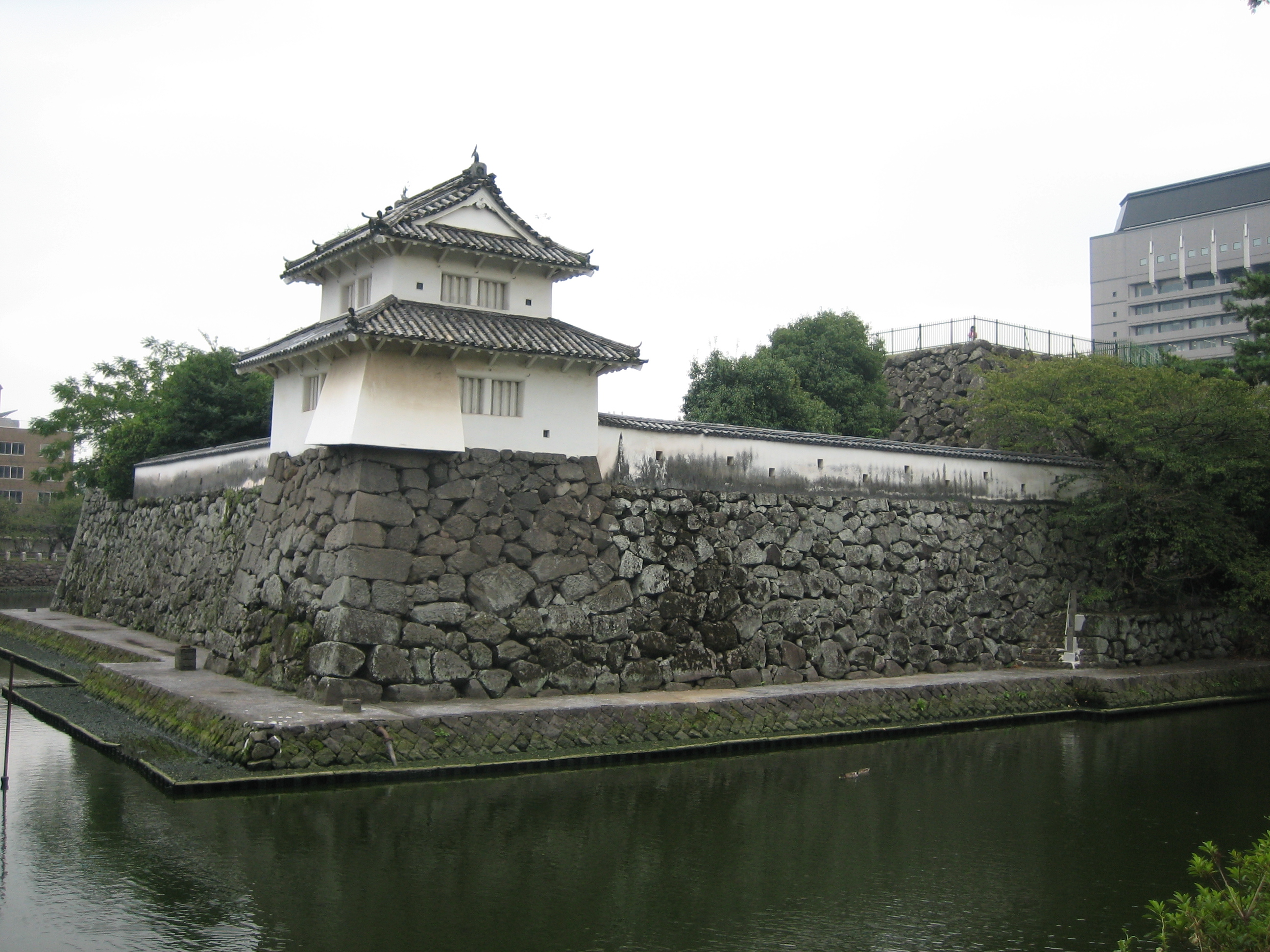
船内城一二橹和本丸天守阁的基座

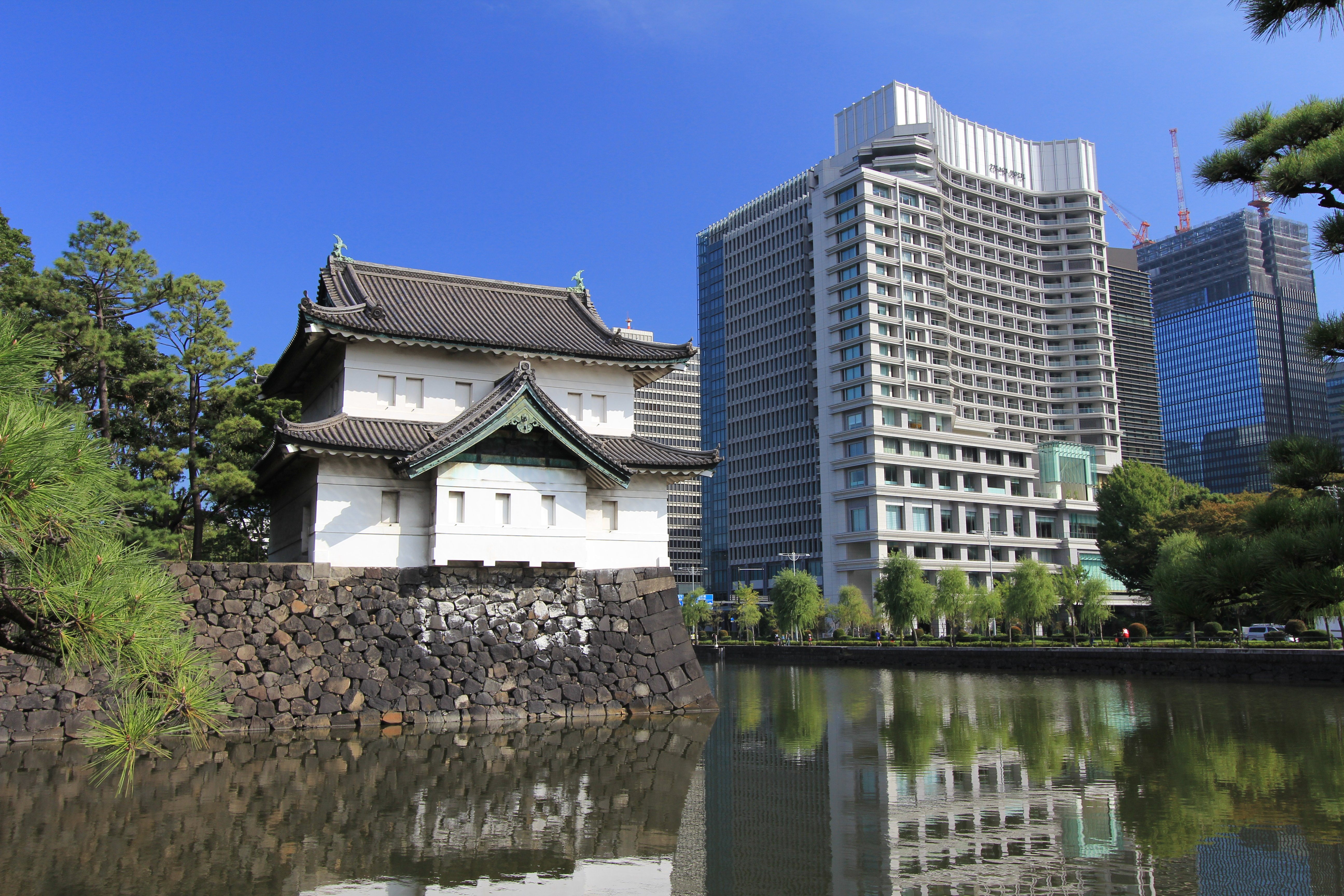
江户城辰巳橹

櫓,yagura 是日語中「塔」、「砲塔」、「城堡」或「鷹架」的意思。 這個詞最常用來指日本城堡的構造，但也可以用在其他情況。盂蘭盆節 (日本)的樂塔也常為稱為櫓， 其他日本節日中使用類似的結構也有相同的稱呼。Yagura-daiko (在櫓上演奏太鼓) 是職業相撲比賽的中的傳統

## 來源
有跡象表明，古代漢字最早的書寫形式是「櫓」，只是一個代表塔的字符，後來改為「矢倉」——前者再次取代了後者。該術語最初源於使用堡壘塔作為高/高或箭頭（矢，ya）倉庫（倉，kura），因此最初寫為矢倉。該術語用於指塔的集合。櫓的外觀有如小型天守，結合了與倉庫、城兵的居住空間以及防衛圍牆在一起的建築。
如今，摩天大樓或通訊塔等現代塔幾乎完全使用外來語tawā (タワー) 而不是yagura來提及或命名。
城堡塔樓的形状、大小和用途各不相同。許多用作了望塔、警衛塔和類似的軍事目的。箭和其他設備經常存放在那裡。由於城堡是日本封建領主（大名）的豪華住宅，城堡擁有一座天文塔或一座提供良好視角以欣賞自然美景的塔樓並不罕見。
日本很少擔心入侵或維持邊境堡壘。然而，在其歷史的某些時期和地點，很可能在較大的城堡建築群外部保留有守衛塔或瞭望塔。

## 太鼓櫓
太鼓櫓是日本城堡中為了報時而建造的塔樓，在櫓中擺放太鼓，除了報時外也有通知人員來臨的功用。

## 隅櫓
在城牆角落的櫓稱為隅櫓。

## 多聞櫓
多聞櫓為櫓的風格名稱，是松永久秀所創的多聞城建築方式。結合了倉庫、城兵的居住空間以及防衛圍牆的建築，一整排宛如平房的櫓稱為「多聞櫓」。

## 文獻
- De Lange, William. . Groningen: Toyo Press. 2021: 600 pages. ISBN 978-9492722300.
- Turnbull, Stephen (2003). Japanese Castles 1540-1640. Oxford: Osprey Publishing.
- Motoo, Hinago. . Tokyo: Kodansha. 1986: 200 pages. ISBN 0-87011-766-1.